# Дачний будиночок для однієї сім'ї
«Дачний будиночок для однієї сім'ї» (азерб. «Bir ailəlik bağ evi») — радянський художній фільм режисера Юлія Гусмана, знятий у 1978 році на кіностудії «Азербайджанфільм» за п'єсою «Будинок на піску» Рустама Ібрагімбекова.

## Сюжет
Літні батьки (Шаріфова, Алескеров) хочуть побудувати дачний будиночок на березі моря, де могли б збиратися сім'ї їх дорослих дітей. Дочка і сини це рішення не приймають. Вони не можуть вибрати час не тільки допомогти старшим, але просто відвідати їх. Тільки старший син (Кваша) поступово розуміє, що головне бажання матері — міцніше згуртувати велику сім'ю.

## У ролях
- Фірангіз Шаріфова —  мати
- Сулейман Алескеров —  батько
- Ігор Кваша —  Ельдар, старший син
- Лариса Халафова —  Валіда
- Расим Балаев —  Алік
- Сергій Юрський —  директор

## Знімальна група
- Режисер — Юлій Гусман
- Сценарист — Рустам Ібрагімбеков
- Оператор — Валерий Керимов
- Композитори — Хайям Мірзазаде, Рауф Алієв
- Художник — Фірангіз Курбанова